# Városligeti fasor

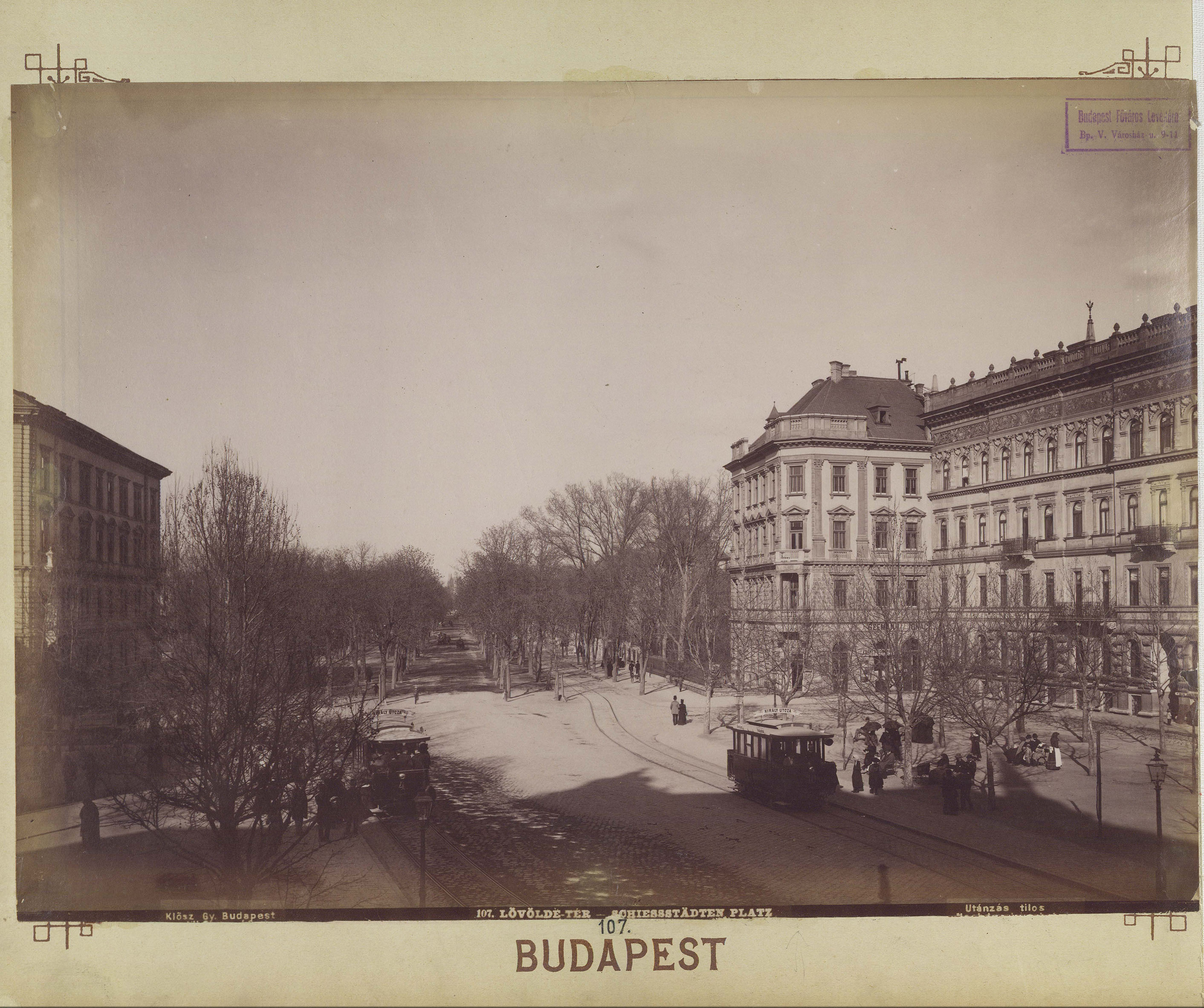
Beginn der Allee am Lövölde tér. Ansicht um 1900.

Die Városligeti fasor (deutsch Stadtwäldchen-Allee) ist eine um 1810 angelegte Allee aus Rosskastanien im VI. und VII. Bezirk von Budapest. Sie beginnt am Lövölde tér (Schießstätten-Platz) und verläuft etwa parallel zur Andrássy út bis zum Ötvenhatosok tere im Stadtwäldchen.

## Geschichte
Die Városligeti fasor wurde um 1810 als Verlängerung der Király utca zum Stadtwäldchen angelegt. Mit ihren vier Rosskastanien-Reihen diente sie als Verbindung von der überfüllten Großstadt zum Naherholungsgebiet am Stadtrand. Auf den Grundstücken entlang der Allee entstanden im Laufe des 19. Jahrhunderts Villen, die von den Stadtbewohnern als Wochenendhaus genutzt wurden. Ihre Bedeutung verlor die Allee weitgehend ab 1873 mit dem Bau der längeren parallel verlaufenden Radialstraße (heute Andrássy út).
Die Straße wurde aus Dank an das niederländische Volk, das nach dem Ersten Weltkrieg in den Jahren 1920–1930 insgesamt 28.563 hungernde Budapester Kinder bei sich aufnahm und sie versorgte, im Jahr 1921 nach der niederländischen Königin in Vilma királynő út (dt. Königin Wilhelmina Straße) umbenannt. Zur Zeit der Volksrepublik hieß die Straße zum Gedenken an den russischen Schriftsteller Maxim Gorki ab 1950 Gorkij fasor. Im Jahr 1991 erhielt sie ihren ursprünglichen Namen zurück.

## Bauwerke
- Nr. 4: Botschaft Polens
- Nr. 12: Villa György Ráth, Museum mit Keramik, Schmuck und Möbel-Exponaten
- Nr. 17–21: Fasori Evangélikus Gimnázium und Evangelische Kirche, erbaut 1903–1905
- Nr. 22: Botschaft der Volksrepublik China
- Nr. 26: Botschaft Indonesiens
- Nr. 47–49: Villa Kőrössy, Jugendstil Baujahr 1899

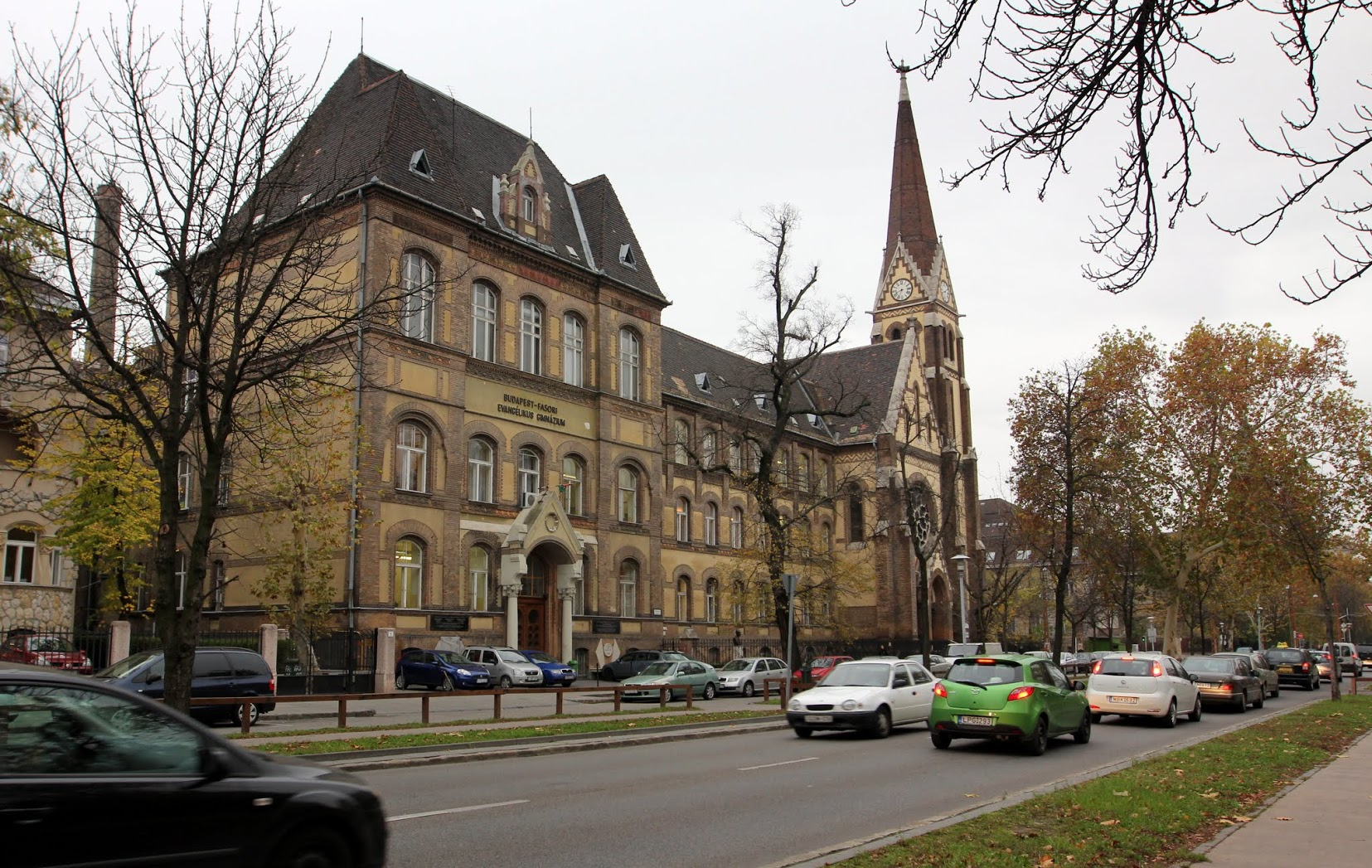
Fasori Evangélikus Gimnázium mit evangelischer Kirche
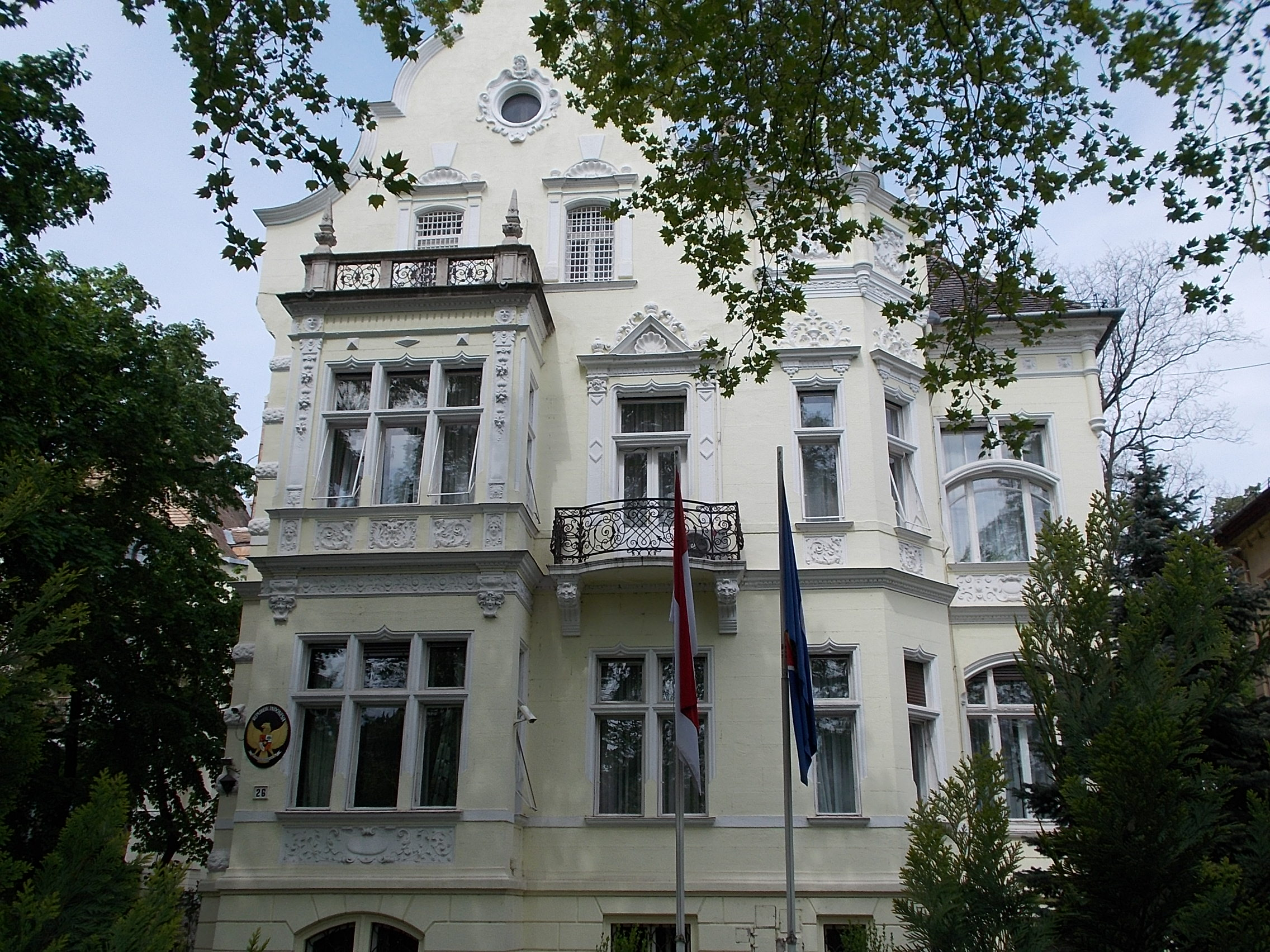
Botschaft Indonesiens
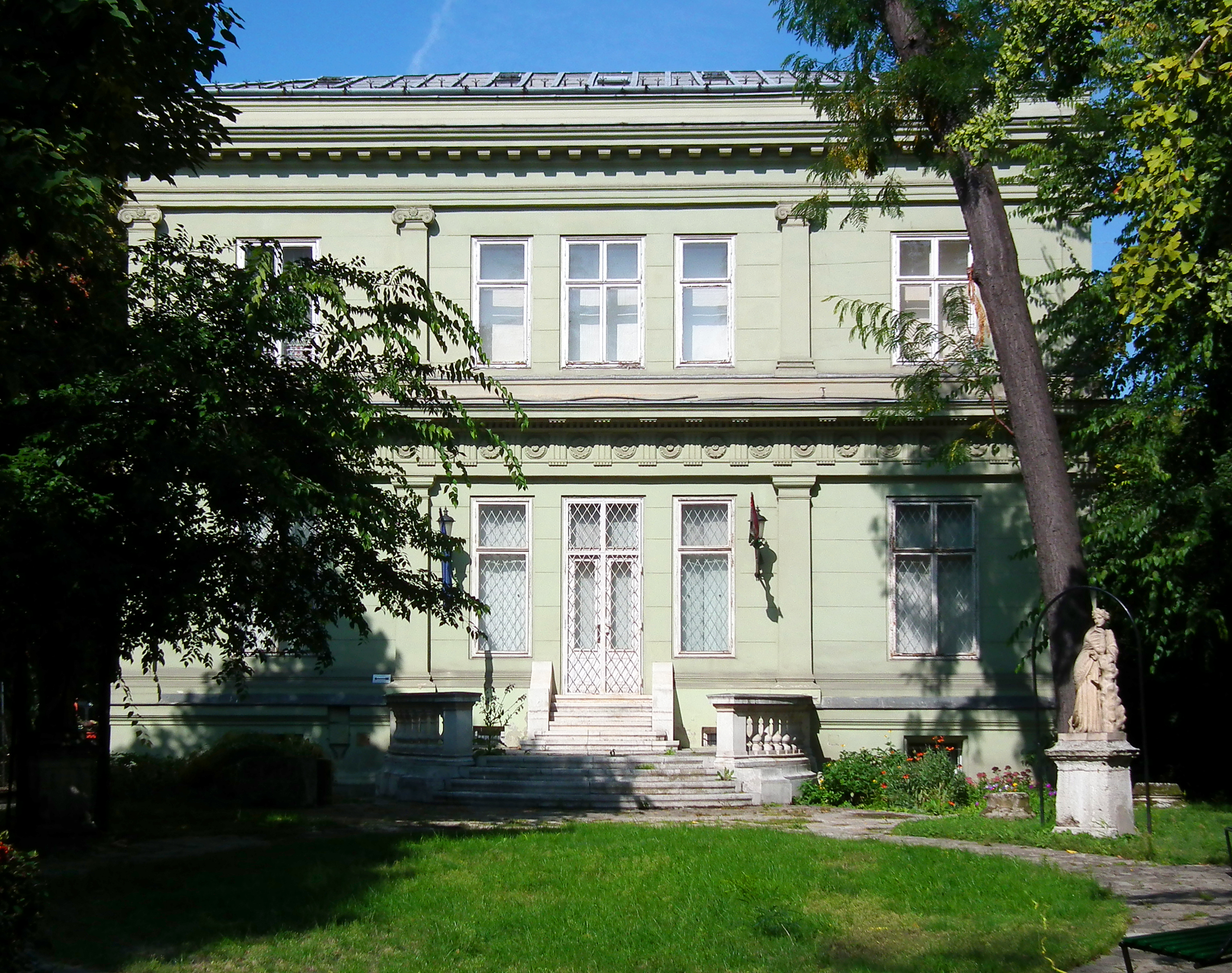
Museum Villa György Ráth
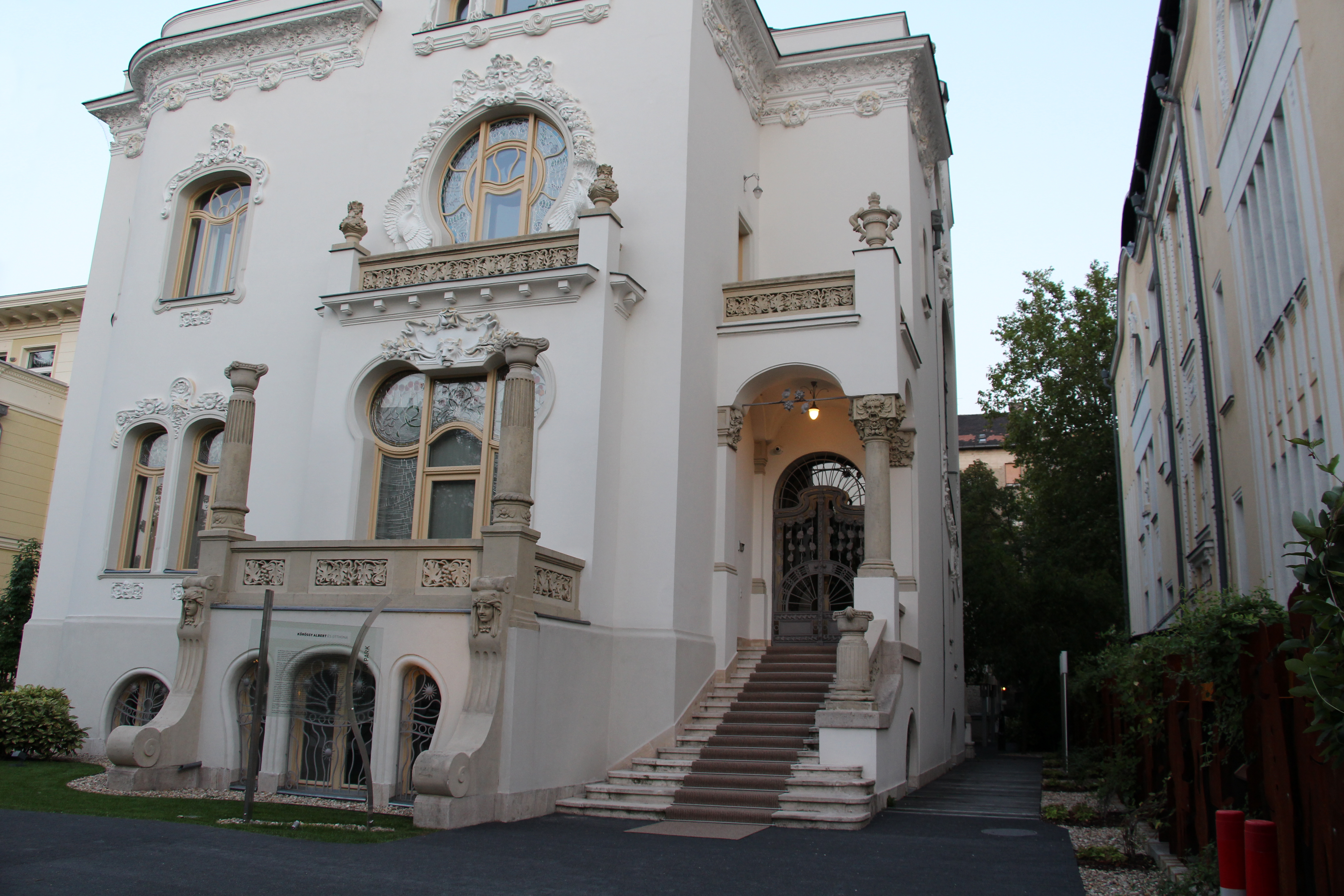
Villa Kőrössy